# Fort Hall
|  | Aquest article tracta sobre la localitat estatunidenca d'Idaho. Si cerqueu la reserva índia del mateix estat vegeu, vegeu «reserva índia Fort Hall». |

Fort Hall és una concentració de població designada pel cens dels Estats Units a l'estat d'Idaho. Segons el cens del 2000 tenia 3.193 habitants.

## Demografia
Segons el cens del 2000, Fort Hall tenia 3.193 habitants, 969 habitatges, i 781 famílies. La densitat de població era de 35,1 habitants/km².
Dels 969 habitatges en un 42,2% hi vivien nens de menys de 18 anys, en un 49,6% hi vivien parelles casades, en un 22,5% dones solteres, i en un 19,3% no eren unitats familiars. En el 16,3% dels habitatges hi vivien persones soles el 4,4% de les quals corresponia a persones de 65 anys o més que vivien soles. El nombre mitjà de persones vivint en cada habitatge era de 3,26 i el nombre mitjà de persones que vivien en cada família era de 3,63.
Per edats la població es repartia de la següent manera: un 34,7% tenia menys de 18 anys, un 11,3% entre 18 i 24, un 28,2% entre 25 i 44, un 18,5% de 45 a 60 i un 7,3% 65 anys o més.
L'edat mediana era de 28 anys. Per cada 100 dones de 18 o més anys hi havia 92,3 homes.
La renda mediana per habitatge era de 30.313 $ i la renda mediana per família de 32.256 $. Els homes tenien una renda mediana de 27.310 $ mentre que les dones 21.544 $. La renda per capita de la població era de 10.563 $. Aproximadament el 22,6% de les famílies i el 27,2% de la població estaven per davall del llindar de pobresa.

## Poblacions properes
El següent diagrama mostra les poblacions més properes.